# Giuseppe Abbagnale
Giuseppe Abbagnale (født 24. juli 1959 i Pompei) er en italiensk tidligere roer og dobbelt olympisk guldvinder, bror til Agostino og Carmine Abbagnale.
Abbagnale gjorde sig første gang opmærksom på den internationale roscene, da han sammen med Antonio Dell'aquila og styrmanden Giuseppe Di Capua blev nummer to ved U/23-VM i toer med styrmand i 1979. Denne besætning deltog ved OL 1980 i Moskva, hvor de efter tredjepladser i indledende heat og opsamlingsheatet kom i B-finalen, som de vandt og dermed blev samlet nummer syv. Fra 1981 var Dell'aquila udskiftet med Giuseppe Abbagnales lillebror, Carmine, og det blev begyndelsen til en særdeles succesfuld karriere for brødrene og Di Capua i toer med styrmand. De fulgte i første omgang op på U/23-sejren med at vinde senior-VM samme år, hvilket de gentog i 1982, mens det blev til VM-bronze i 1983.
Trioen vandt sikkert guld ved OL 1984 i Los Angeles, idet de i finalen var over fem sekunder foran den rumænske båd på andenpladsen og næsten syv sekunder foran USA på tredjepladsen.
De tre italienere blev verdensmestre igen i 1985, nummer to ved VM i 1986 samt verdensmestre igen i 1987. 
Derfor var de favoritter ved OL 1988 i Seoul, og de levede op til forventningerne ved at vinde alle deres tre starter. I finalen vandt de næsten to sekunder foran Østtyskland, der blev nummer to, mens Storbritannien sikrede sig bronze.
Med de næste tre verdensmesterskaber nåede de tre italienere op på syv VM-titler. De var derfor favoritter til at vinde deres tredje OL-guld i 1992 i Barcelona, og de vandt da også planmæssigt deres indledende heat og semifinale. I finalen lagde de stærkt ud og sikrede sig et stort forspring, men på de sidste 500 meter halede briterne ind på dem og endte med at vinde inden for de sidste 25 åretag, så de italienske favoritter måtte tage til takke med sølvmedaljerne, mens rumænerne vandt bronze.
Ved VM i 1993 vandt de sølv, hvorpå Di Capua stoppede som styrmand. Med Antonio Cirillo som ny styrmand sikrede Abbagnale-brødrene sig endnu en VM-sølvmedalje i 1994, inden Giuseppe Abbagnole tog en enkelt sæson i den italienske otter.

## OL-medaljer
- 1984:  Guld i toer med styrmand
- 1988:  Guld i toer med styrmand
- 1992:  Sølv i toer med styrmand